# Movimento para a independência do Turquestão Oriental

Bandeira proposta ao futuro novo país

O movimento para a independência do Turquestão Oriental se refere aos defensores da autonomia, soberania e independência da atual Região Autônoma Uigur de Sinquião, atualmente parte da República Popular da China. "Turquestão Oriental" e "Uiguristão" são os nomes históricos/étnicos dados à região autônoma, onde vivem muitos uigures muçulmanos.

## Organizações
A organização mais famosa que advoga a independência de Sinquião é o Movimento Islâmico do Turquestão Oriental (MITO), considerado pela Organização das Nações Unidas, Estados Unidos da América, República Popular da China, Cazaquistão e muitos outros países como uma organização terrorrista com fortes ligações com a Al-Qaeda. Uma outra organização também importante é a Organização de Libertação do Turquestão Oriental (OLTO), que mantém ligações próximas com o MITO, mas não é considerado pela ONU como terrorista.